# Lunawada
Lunawada, oder Lunavada, ist eine Stadt im indischen Bundesstaat Gujarat.
Die Stadt ist der Hauptort des Distrikt Mahisagar. Lunawada hat den Status einer Municipality. Die Stadt ist in 9 Wards gegliedert.

## Geschichte
Während der britischen Ära war der Staat Lunawada Hauptstadt des Fürstenstaat Lunawada (Teil der Rewa Kantha Agency in der Presidency Bombay). Der Staat Lunawada wurde 1434 gegründet und ging 1948 in der Republik Indien auf.

## Demografie
Die Einwohnerzahl der Stadt liegt laut der Volkszählung von 2011 bei 36.954. Lunawada hat ein Geschlechterverhältnis von 975 Frauen pro 1000 Männer und damit einen für Indien üblichen Männerüberschuss. Die Alphabetisierungsrate lag bei 88,4 % im Jahr 2011. Knapp 58 % der Bevölkerung sind Hindus, ca. 40 % sind Muslime und ca. 2 % gehören einer anderen oder keiner Religion an. 12,1 % der Bevölkerung sind Kinder unter 6 Jahren.